# Blood for Poppies
«Blood for Poppies» (в пер. с англ. Кровь за маки) — первый сингл шотландско-американской рок-группы Garbage из их пятого студийного альбома Not Your Kind of People. Сингл был выпущен ограниченным тиражом на грампластинке и в качестве загружаемого сингла. Издание на специальном, белом виниле содержит ремикс песни «Blood for Poppies» от Бутча Вига. Вместо «Blood for Poppies» в Великобритании ведущим синглом стал «Battle in Me».

## О сингле
«Blood for Poppies» является одним из первых треков, записанных во время работы над альбомом Not Your Kind of People. В композиции имеется множество отсылок к наркотикам. По поводу текста песни Ширли Мэнсон сказала:

Эта песня, словно неясный сон. Меня вдохновила статья о торговле опиумом в «Лос-Анджелес Таймс», а также просмотр документального фильма «Рестрепо» [фильм о войне в Афганистане]. Не нужно понимать меня буквально, но это песня об утрате ориентиров, иллюзиях и борьбе за то, чтобы остаться здравомыслящим перед лицом безумия. Оригинальный текст (англ.)«The inspiration came from a story I had read in Los Angeles Times about the opium trade and also from watching the documentary Restrepo. It’s not literal in any sense whatsoever but it’s a song about disorientation and delusion and the human struggle to stay sane in the face of insanity».

До коммерческого релиза сингла, песня «Blood for Poppies» была доступна для бесплатного скачивания с официального сайта Garbage. Участники группы написали: «У нас всегда были очень терпеливые поклонники, и этим мы хотели показать им, что они для нас очень важны». За неделю до официального выхода, песня «Blood for Poppies» просочилась в интернет.
С 20 марта 2012 года песня «Blood for Poppies» звучала на различных американских радиостанциях альтернативного рока. Вскоре композиция появилась в ротации на радиостанциях Канады. 26 марта состоялся релиз в iTunes, а 21 апреля 2012 состоялся ограниченный релиз «Blood for Poppies» на виниловой пластинке.

## Видеоклип

Кадр из клипа «Blood for Poppies»

Клип на композицию «Blood for Poppies» был снят в конце февраля 2012 года режиссёром Мэттом Ирвином. Видео отличается необычной стилистикой старого нуарного кино. Также в клипе присутствует множество сюрреалистических образов. О процессе съёмки клипа Ширли Мэнсон сказала следующее:

Мы вышли из фургона вместе с весёлой съёмочной командой Мэтта Ирвина и Аарона Брауна и стали бегать вокруг небольших райончиков Лос-Анджелеса, создающих великолепный сюрреалистический сон. В лучах солнца мы ели сандвичи и мороженое и много смеялись. Я не хотела, чтобы съёмка заканчивалась.Оригинальный текст (англ.)«We piled into a transit van with the ridiculously talented team of Matt Irwin and Aaron Brown and hopped around little pockets of Los Angeles creating a gorgeous surrealist dream. We ate ice cream sandwiches in the sunshine and laughed a lot. I didn’t want the shoot to end».

Ширли Мэнсон заявила, что при создании клипа группа искала вдохновение в работах Рене Магритта, Франчески Вудмен, Луиса Бунюэля и Майи Дерен.
Трансляция видеоклипа началась 3 апреля 2012 года на канале AOL Music. 10 апреля клип был размещён на официальном канале Garbage на YouTube, после чего клип появился в ротации на различных музыкальных телеканалах.

## Список композиций
- Загружаемая версия

1. «Blood for Poppies» — 3:38

- Грампластинка

1. «Blood for Poppies» — 3:38
2. «Blood for Poppies» (Heads Down Here We Come Remix) — 4:12

## История релиза
| Дата           | Страна         | Лейбл      | Формат                                          |
| -------------- | -------------- | ---------- | ----------------------------------------------- |
| 15 марта 2012  | Весь мир       | Stunvolume | Бесплатная загрузка с официального сайта группы |
| 26 марта 2012  | Канада         | Stunvolume | iTunes-версия                                   |
| 26 марта 2012  | США            | Stunvolume | iTunes-версия                                   |
| 27 марта 2012  | Австралия      | Stunvolume | iTunes-версия                                   |
| 27 марта 2012  | Новая Зеландия | Stunvolume | iTunes-версия                                   |
| 28 марта 2012  | Дания          | Stunvolume | iTunes-версия                                   |
| 28 марта 2012  | Франция        | Stunvolume | iTunes-версия                                   |
| 28 марта 2012  | Германия       | Stunvolume | iTunes-версия                                   |
| 28 марта 2012  | Норвегия       | Stunvolume | iTunes-версия                                   |
| 28 марта 2012  | Испания        | Stunvolume | iTunes-версия                                   |
| 18 апреля 2012 | Япония         | Stunvolume | iTunes-версия                                   |
| 21 апреля 2012 | США            | Stunvolume | Грампластинка                                   |

## Позиции в чартах
| Чарт (2012)                       | Высшая позиция |
| --------------------------------- | -------------- |
| Франция                           | 188            |
| Италия (Italia Airplay Top 100)   | 19             |
| Италия (Italia Digitale Top 100)  | 41             |
| Япония (Billboard)                | 47             |
| США Rock Songs (Billboard)        | 30             |
| США Alternative Songs (Billboard) | 17             |
| США Hot Singles Sales (Billboard) | 13             |
| США. Triple A (Billboard)         | 26             |